# Rasizam objašnjen mojoj kćeri
Tahar Ben Jelloun piše esej „Rasizam objašnjen mojoj kćeri“ (Le racisme expliqué à ma fille) 1998. godine kao odgovor na pitanja njegove tada desetogodišnje kćeri Mérième o rasizmu i diskriminaciji. Esej je preveden na hrvatski jezik pod naslovom 
"Rasizam objašnjen mojoj kćeri i bujanje mržnji" (prevela s francuskog Zorka Šušnjar Bouchekif, 2006. Zagreb: Biakova)

## O nastanku djela
U uvodu djela autor objašnjava kontekst njegova nastanka. Godine 1997. Tahar Ben Jelloun je sa svojom tada desetogodišnjom kćeri sudjelovao u prosvjedima protiv prijedloga zakona tadašnjeg francuskog ministra unutarnjih poslova Debréa koji je imao za cilj regulirati imigracijsku politiku, posebno ulazak imigranata u Francusku i njihov boravak u toj zemlji.:str. 197 Autorova kći postavila mu je mnoštvo pitanja vezanih uz prosvjede i malo pomalo počeli su razgovarati o rasizmu. Već na samom početku knjige, autor objašnjava da je tekst modificirao barem petnaestak puta jer je namijenjen u prvom redu djeci osnovnoškolske dobi, stoga mora biti napisan jasno i objektivno, jednostavnim i razumljivim rječnikom.

## Važnost djela
Ovaj esej postao je bestseller u mnogim zemljama te je preveden na tridesetak jezika, među kojima je i esperanto. Izdanje iz 2009. sastoji se od nekoliko dijelova. Prvi dio djela je predgovor u kojemu autor o utjecaju i važnosti eseja. Tahar Ben Jelloun često odlazi u škole u Francuskoj i u svijetu kako bi s djecom raspravljao o rasizmu. Čitateljima objašnjava zašto je za svoju publiku odabrao djecu, a ne odrasle. Prema autorovim riječima, djeca još nemaju predrasuda te ih se može naučiti da poštuju druge i odbace sve unaprijed stvorene ideje.:str. 11f[Str 11f?] Kao što piše u jednoj od svojih kronika: „Odrasli su izgubljeni slučaj. Pokušajte jednog pobornika antisemitizma uvjeriti da je takav rasizam neprihvatljiv te da je on uzrok jedne od najstrašnijih tragedija prošloga stoljeća[...]. Ne, odraslima treba suprotstaviti zakon i imati funkcionalno zakonodavstvo“. Djeca s kojom se se susreće često mu postavljaju pitanje je li moguće iskorijeniti rasizam. On im uvijek objašnjava kako ne postoji idealno društvo te kako rasizam nije moda ili prolazna groznica, već dio čovjekove biti pa je cilj ove knjige prikazati mehanizme na kojima se zasniva rasizam.:str. zff

## Sažetak
Nakon uvoda u kojemu autor objašnjava kontekst nastanka knjige, slijedi esej napisan u obliku dijaloga između oca i kćeri. Otac odgovara na brojna pitanja o rasizmu, a kćerino prvo pitanje je definicija rasizma. Vrlo često nakon objašnjenja nekog pojma, otac mora dati dodatno pojašnjenje jer ga kći pozorno sluša i želi razumjeti ono što joj otac govori. Definicija rasizma koju daje Tahar Ben Jelloun je da je rasizam „prilično rašireno ponašnje, zajedničko svim društvima[...]. Sastoji se od nepovjerljivog ponašanja pa čak i prezira osoba čije su fizičke i kulturne karakteristike drugačije od naših“.:str. 33

Autorova kći želi znati zašto netko postane rasist. Prvi je razlog, prema Ben Jellounu strah od onoga što je novo i drugačije. To je nelogična reakcija koja uzrokuje izraživanje tog straha na agresivan način (Ben Jelloun daje primjer predsjednika neke političke stranke) i ta osoba može iskoristiti nerealni strah ljudi (čiji je uzrok neznanje) kako bi ih uvjerio da jedna grupa vrijedi manje od drugih i predstavlja prijetnju društvu.:str. 36ff Autor potom objašnjava pojam ksenofobije koja uzrokuje da čovjek s nepovjerenjem gleda na strance, bez obzira na to kojem društvu pripada zbog unaprijed stvorenih predrasuda koje nemaju znanstvenu podlogu, ali mogu poslužiti kao opravdanje za diskriminaciju određne društvene skupine.:str. 47ff
Rješenje koje predlaže pisac je da se više ne upotrebljava riječ „rase“ jer ta riječ ne postoji kada se govori o ljudima, već postoji samo jedna, ljudska rasa. Njegova kći primjećuje da mnogi ljudi, čak i u medijima govore o različitim ljudskim rasama. Otac joj objašnjava da postoje ljudi koji su proveli znanstvena istraživanja kako bi dokazali da postoji jedna superiorna rasa te kako inteligencija ovisi o boji kože.:str. 7ff

Tahar Ben Jelloun želi da njegova kći shvati da je svako ljudsko biće jedinstveno i da je „bogatstvo u različitosti“.:str. 55
Sljedeća tema o kojoj otac i kći raspravljaju su religije koja, kako autor tvrdi, nisu rasističke, ali često postaju sredstvo koje rasisti koriste kako bi opravdali svoju mržnju. Postoji određena skupina ljudi, tzv. integristi koji su fanatici i mogu ubiti u ime svog Boga jer ne prihvaćaju razlike i žele svima nametnuti svoja uvjerenja.:str. 56ff

Drugo rješenje koje predlaže Ben Jelloun je prestanak uporabe svih riječi kojima u svakodnevnom govoru generalizirajući označavamo određenu društvenu skupinu. Takve generalizacije posljedica su ljudske gluposti i važno ih je izbjegavati.:str. 62ff
Sljedeća tema kojom se bavi Ben Jelloun u razgovoru sa svojom kćeri je genocid i antisemitizam. Vrlo često napada se manjinske skupine (etnije). Tijekom stoljeća te su manjinske skupine često bili Židovi, Romi i Armenci. U Maroku su židovi i muslimani živjeli zajedno u miru, ali to ne znači da u Maroku nema rasizma jer se Marokanci s nepovjerenjem odnose prema afričkom stanovništvu tamne boje kože. Ipak nije riječ samo o boji kože, već prije svega o siromaštvu tih ljudi koje potiče rasizam. Iako je Maroko afrička zemlja, stanovništvo osjeća veću povezanost s arapskim svijetom.:str. 69ff

Posljednja tema koju Ben Jelloun objašnjava je kolonijalizam, posebno francuski kolonijalizam i podređeni položaj Alžiraca prije nezavisnosti njihove zemlje.:str. 79ff
Zaključak razgovora oca i kćeri je da je moguće izliječenje od rasizma ako je osoba spremna preispitati svoja uvjerenja i priznati da je pogriješila kada je mislila da jedna kultura može biti superiorna drugoj.:str. 86
Sljedeći dio knjige posvećen je reakcijama djece s kojom je pisac razgovarao o rasizmu, a sadrži i brojna pisma odraslih čitatelja koji su s njime podijelili svoja razmišljanja o toj temi.
Dio koji slijedi nosi naslov „Porast mržnje“ (La montée de l'haine) i zapravo je oblik reprize prvog dijaloga autora s kćeri Mérième, ali se odvija sedam godina kasnije. Kćerina pitanja su sada kompleksnija. Tema razgovora je ponovno antisemitizam i pitanje imigranata u Francuskoj. Rješenje koje autor nudi je integracija, a ne asimilacija imigranata jer ovo posljednje ima negativnu konotaciju. Integracija podrazumijeva prihvaćanje stranaca u njihovoj različitosti, a asimiliacija je težnja da se osoba odrekne posebnosti vlastite kulture.:str. 136ff
Svi imigranti moraju poštovati zakone zemlje koja ih je prihvatila i pokušati se integrirati u društvo. Iako nije riječ o jednostavnom zadatku, jedini način borbe protiv netolerancije, fanatizma i rasizma je naučiti živjeti zajedno poštujući svakog pojedinca.
Posljednji dio ovog izdanja čine članci koje je Tahar Ben Jelloun napisao za brojne novine, a čija su tema rasizam, imigracija i borba protiv netolerancije uz pomoć obrazovanja.

## Ben Jelloun i borba protiv rasizma
Tahar Ben Jelloun mnogo piše o toleranciji, borbi protiv rasizma i imigraciji. O tim pitanjima često piše kronike za brojne francuske novine, ali i novine drugih europskih zemalja. Njegova glavna teza je da se protiv rasizma treba boriti obrazovanjem jer kako kaže: „Nitko se ne rađa rasistom. Ne postoji gen koji bi silom ušao u sustav neke osobe. Rasizam se uči ili u najmanju ruku širi i nitko nije lišen takvog oblika ponašanja, bilo da je riječ o uvredama ili uporabi oružja“. 
Prema autoru uzrok rasizma je činjenica da odbijamo razmišljati i puštamo da netko drugi misli umjesto nas i pojednostavljuje stvari.  U svojim člancima, a posebno u eseju „Rasizam objašnjen mojoj kćeri“ Tahar Ben Jelloun kritizira rasisitičku politiku francuske stranke Front National i njezinog bivšeg predsjednika Jeana-Marie Le Pena navodeći da su njegovi rasistički komentari „u određenoj mjeri ovlastili njegove učenike da više ne susprežu svoju mržnju“.:str.167-170.. Još jedan problem za koji još nije pronađeno rješenje je integracija djece imigranata koji su stigmatizirani, iako su rođeni u Francuskoj. Zato je, kako tvrdi autor, nužno stvoriti novi društveni ugovor, čiji bi temelj bili pedagoški rad i borba protiv siromaštva kako bismo naučili živjeti zajedno.
Što se tiče pitanja identiteta, Ben Jelloun se često bavi tim problemom koji je prisutan kod djece imigranata koji imaju dvostruki identitet: onaj zemlje iz koje potječu njihovi roditelji i zemlje u kojoj su rođeni. Govoreći o vlastitom identitetu, Tahar Ben Jelloun kaže da se osjeća Marokancem i Francuzom, kako ima dvije putovnice i jednu slobodu, te sanja na francuskom i na arapskom.

## Poveznice
https://hr.wikipedia.org/wiki/Tahar_Ben_Jelloun